# El Guayabo, Miahuatlán de Porfirio Díaz
El Guayabo är en ort i Mexiko.   Den ligger i kommunen Miahuatlán de Porfirio Díaz och delstaten Oaxaca, i den sydöstra delen av landet, 400 km sydost om huvudstaden Mexico City. El Guayabo ligger 1 640 meter över havet och antalet invånare är 342.
Terrängen runt El Guayabo är kuperad åt nordväst, men åt sydost är den platt. Runt El Guayabo är det ganska tätbefolkat, med 70 invånare per kvadratkilometer. Närmaste större samhälle är Miahuatlán de Porfirio Díaz, 8,4 km söder om El Guayabo. Omgivningarna runt El Guayabo är en mosaik av jordbruksmark och naturlig växtlighet.